# Pseudocellus silvai
Espèce
Synonymes
- Cryptocellus silvai Armas, 1977

Pseudocellus silvai est une espèce de ricinules de la famille des Ricinoididae.

## Distribution
Cette espèce est endémique de Cuba. Elle se rencontre dans la province de Sancti Spíritus dans la grotte Cueva del Pirata.

## Publication originale
- Armas, 1977 : Dos nuevas especies de Cryptocellus (Arachnida: Ricinulei) de Cuba. Poeyana, vol. 164, p. 1-11.